# Гричук Георгій Анатолійович
Георгій Анатолійович Гричук (9 вересня 1915, Феодосія — 19 серпня 1999, Київ) — український кінооператор. Був членом Національної спілки кінематографістів України.

## Життєпис
Народився 9 вересня 1915 року у м. Феодосії в родині службовця.
В кіно працював з 1930 року учнем фабрики «Культурфільм», лаборантом студії «Мосфільм», оператором комбінованих зйомок і художником мультцеху Центральної студії кінохроніки. Водночас навчався на графічному факультеті Московського інституту образотворчих мистецтв. У 1944—1968 роках — головний художник і оператор комбінованих зйомок студії «Укркінохроніка», згодом — оператор комбінованих зйомок Київської кіностудії імені Олександра Довженка.
Помер 19 серпня 1999 року у Києві.

## Фільмографія
Працював по графічному оформленню кінокартин:
- «Колискова» (реж. Д. Вертов);
- «Битва за нашу Радянську Україну» (реж. О. Довженко, Ю. Солнцева, Я. Авдієнко);
- кіножурналів: «Радянська Україна», «Молодь України», «Піонерія».

Брав участь у створенні стрічок:
- 1942 — «Розгром німецьких військ під Москвою»;
- 1943 — «Кавказ»;
- 1944 — «Всенародне свято»;
- 1946 — «Донбас», «Дніпрогес»;
- 1947 — «Україна відроджується»;
- 1948 — «Львів — радянський»;
- 1949 — «На ланах України»;
- 1950 — «Здобуток Жовтня»;
- 1954 — «Навіки разом»;
- 1955 — «З кіноапаратом по Кракову»;
- 1958 — «Україна на Брюссельській виставці»;
- 1960 — «Місто металургів»;
- 1965 — «Ми любимо небо»;
- 1966 — «Командарм Дибенко», «Кораблі не вмирають», «Влас Чубар»;
- 1967 — «Україна. Рік 1967», «400 біографій»;
- 1970 — «Хліб і сіль» (Г. Кохан);
- 1971 — «Інспектор карного розшуку» (реж. С. Цибульник), «Захар Беркут» (реж. Л. Осика), «Людина в прохідному дворі» (4 серії, т/ф, реж. М. Орлов);
- 1972 — «Сімнадцятий трансатлантичний» (реж. В. Довгань), «Веселі Жабокричі» (реж. В. Іванов);
- 1973 — «Ні пуху, ні пера» (реж. В. Іванов);
- 1974 — «Анна і Командор» (реж. Є. Хринюк), «Білий башлик» (реж. В. Савельєв);
- 1974—1977 — «Народжена революцією» (10 серій, т/ф; реж. Г. Кохан);
- 1975 — «Хвилі Чорного моря: Біліє парус одинокий» (5 серій, т/ф, реж. А. Войтецький, В. Криштофович, О. Гойда), «Канал» (реж. В. Бортко);
- 1976 — «Театр невідомого актора» (реж. М. Рашеєв);
- 1978 — «Женці» (реж. В. Денисенко);
- 1980 — «Від Бугу до Вісли» (реж. Т. Левчук).

Поставив науково-популярні фільми:
- «Автоматизація цукрового заводу»;
- «Широкозахватні жатки» та ін.

## Нагороди
Нагороджений медалями, значком «Відмінник кінематографії СРСР».